# John Perceval
John Thomas Perceval (14 februari 1803 – 28 februari 1876) was een Britse legerofficier, die gedurende drie jaar opgesloten zat in krankzinnigengestichten en de rest van zijn leven besteedde aan het campagne voeren voor hervorming van de krankzinnigenwet en een betere behandeling van de gestichtsbewoners. Hij was een van de oprichters van de Alleged Lunatics' Friend Society en fungeerde ongeveer twintig jaar als eresecretaris van dat genootschap. Percevals twee boeken over zijn ervaringen in de krankzinnigengestichten werden in 1962 opnieuw uitgegeven door Gregory Bateson en onlangs is hij erkend als een pioneer van de beweging die tegenwoordig nog steeds pleit voor hervorming van de geestelijke gezondheidszorg.

## Jeugd
Perceval werd in 1803 geboren in de heersende klasse van het Verenigd Koninkrijk. Zijn vader Spencer Perceval, zoon van de 2e Graaf van Egmont, was jurist en politicus die in 1809 premier werd. Perceval was de tiende van dertien kinderen (van wie er twaalf hun kindertijd overleefden). Toen Perceval negen jaar was werd zijn vader doodgeschoten in de hal van het Lagerhuis. De moordenaar, John Bellingham was een koopman, die wrok koesterde jegens de regering en van wie wijd en zijd bekend was dat hij geestelijk gestoord was (maar tijdens zijn proces beweerde hij onschuldig te zijn, in plaats van gestoord en werd dus geëxecuteerd). Verslagen in de pers beschrijven dat kort na het schietincident een van de zonen van Perceval in het parlementsgebouw was geweest en zijn vaders lichaam had gezien, en een psychoanalyticus heeft geopperd dat dit kind Perceval was en het getuige zijn van de gebeurtenis mogelijk de oorzaak is geweest van zijn latere psychose Perceval zelf beschouwde het verlies van zijn vader – samen met een kwikvergiftiging en het te veel bestuderen van de religie – als een bijkomende factor voor zijn inzinking.
Perceval bezocht de Harrow School en bracht een jaar door bij een privé-leraar, voordat hij een aanstelling in het leger kreeg, eerst bij een cavalerieregiment en vervolgens als kapitein in het Eerste Koninklijke Infanterieregiment. Een groot gedeelte van zijn militaire loopbaan was hij gedetacheerd in Portugal en Ierland; hij maakte geen enkel gevecht mee. Perceval was een ernstig en religieus iemand, voelde zich steeds minder op zijn plaats in het leger en in 1830 nam hij ontslag en liet zich inschrijven aan het Magdelen Hall College in Oxford. Hoewel hij het universitaire leven prettiger vond dan het leger, keerde Perceval in de herfst van 1803 niet terug voor een tweede semester. In plaats daarvan begaf hij zich op een spirituele reis naar Schotland, waar hij een radicale sekte, de Irvingisten in Row bezocht, waar men in tongen sprak en waarvan werd verteld dat zij wonderen verrichtten. Perceval ging geloven dat hij geleid werd door de heilige geest. Hij verliet Schotland om vrienden in Ierland te bezoeken, waar hij wat betreft de religie uit de droom geholpen werd, seks met een prostitué had en voor een geslachtsziekte behandeld werd met kwik. In deze periode – het was toen december 1830 en hij was 27 jaar – werd zijn gedrag zo bizar, dat zijn vrienden hem opsloten, zijn oudste broer Spencer overkwam om hem mee terug te nemen naar Engeland en hem naar een krankzinnigengesticht bracht.

## Een verslag van de behandeling, toegepast op een heer
Na de moord op Percevals vader, had het parlement het gezin een geldbedrag van meer dan £50,000 toegekend. Dat stelde zijn moeder, die zijn voogdes was toen hij krankzinnig werd, in staat om hem op te laten sluiten in twee van Engelands duurste privé-inrichtingen. Hij bracht meer dan een jaar door in het Brislington House, in de buurt van Bristol, en vervolgens twee jaar in het Ticehurst House in Sussex. In het krankzinnigengesticht in Brislington onderging Perceval, ondanks de hoge kosten, een regiem van ontbering, bruutheid en vernedering. Acht maanden lang, de tijd waarin hij volledig beheerst werd door zijn stemmen, geesten en bovennatuurlijke wezens, werd hij in bedwang gehouden of in een dwangbuis of vastgebonden aan zijn bed. De behandeling bestond uit koude baden en een operatie om de slagader aan zijn slaap te onderbinden. Toen hij weer bij zinnen begon te komen werd hem meer vrijheid toegestaan en uiteindelijk kon hij zijn moeder overreden om hem uit Brislington House weg te halen. Hij werd overgebracht naar het krankzinnigengesticht in Ticehurst, waar hij beter werd behandeld. Perceval bracht zijn tijd in Ticehurst door met het proberen om zijn vrijlating te bewerkstelligen, waar hij uiteindelijk begin 1834 in slaagde Een van de eerste dingen die hij na zijn ontslag deed was: trouwen met Anna Selina Lesley Gardner. Het echtpaar kreeg vier dochters:
- Jane Beatrice, 1835-1893.
- Alice Frederica, 1836-1941.
- Selina Maria, 1838-1925, huwde met haar neef Sir Horatio George Walpole, assistant-staatssecretaris voor India.
- Fanny Louisa Charlotta, 1845-1862.

Perceval en zijn vrouw vertrokken na het huwelijk naar Parijs, waar de twee oudste dochters werden geboren. In Parijs begon Perceval met het schrijven van een boek over zijn ervaringen. Het werd in 1838 gepubliceerd onder de titel "A narrative of the treatment experienced by a Gentleman during a state of mental derangement designed to explain the causes and nature of insanity, and to expose the injudicious conduct pursued towards many unfortunate sufferers under that calamity." Het boek begint met:
"In het jaar 1830 werd ik helaas beroofd van het gebruik van mijn verstand. De ramp trof mij rond de Kerst. Ik was toen in Dublin. De Almachtige liet toe dat mijn geest door een ziekte geruïneerd werd – waanideeën van een religieuze aard en een behandeling die tegen de natuur was. Mijn ziel overleefde die puinhoop.”
Het gaat verder met een kort verslag van Percevals jeugd, besteedt vervolgens aandacht aan zijn behandeling in het krankzinnigengesticht van Edward Long Fox in Brislington, en eindigt met de afscheidswoorden van Fox: “Vaarwel Mr….., ik zou willen dat ik u hoop op herstel zou kunnen geven.”
Hoewel het Verslag anoniem werd gepubliceerd, bestonden er aanwijzingen over de identiteit van de schrijver, die werd onthuld door de Edinburgh Review. Perceval besloot daarom een nieuw boek te schrijven, dit keer onder zijn eigen naam, waarin hij beschrijft hoe hij gevochten had om zijn vrijheid te verkrijgen, toen hij opgesloten zat in het gesticht in Ticehurst, samen met de briefwisseling met zijn familie en anderen, waarvan zijn uitgever, Effingham Wilson, hem had weten te overtuigen om dat uit zijn eerste boek weg te laten. Het tweede boek werd gepubliceerd in 1840.

## Herstel en campagne
Perceval besteedde de rest van zijn leven aan het campagne voeren voor de hervorming van de krankzinnigenwet en een betere behandeling van de bewoners van krankzinnigengestichten, waarbij hij zichzelf ooit aanduidde als “de procureurgeneraal van Hare Majesteits gekken.” Hij verzamelde een kleine groep ex-bewoners, hun familieleden en medestanders waarmee hij in 1845 de Alleged Lunatic's Friend Society oprichtte. Het jaar daarop werd hij hun eresecretaris en bleef in die positie tot ongeveer twintig jaar later het Genootschap ophield te bestaan. De doeleinden van het Genootschap, zoals uiteengezet in het eerste jaarverslag, waren het beschermen van mensen tegen een onterechte opsluiting of wrede en oneigenlijke behandeling en het bewerkstelligen van het hervormen van de wet. Het Genootschap voerde campagne via het parlement, rechtbanken, plaatselijke gezagsdragers, openbare bijeenkomsten en voordrachten. Het boog zich over de zaak van meer dan 70 patiënten en bracht wantoestanden aan het licht in een aantal krankzinnigengestichten, waaronder het Bethlem Hospital en gestichten in Northampton en Gloucester.
Perceval verbond “openbare debatten” met zijn “eigen menslievendheid jegens individuele patiënt.” Onder de patiënten die hij bijstond, bevond zich de Duitse academicus Edward Peithman, die 14 jaar opgesloten had gezeten in Bethlem nadat hij Prins Albert had lastiggevallen. Perceval kreeg hem voorlopig vrij en bracht hem naar huis in Herne Bay. Nadat Peithman opnieuw was opgepakt na een nieuwe poging om Prins Albert te benaderen, slaagde Perceval er nogmaals in om hem vrij te krijgen en vergezelde hem naar Duitsland (een voorwaarde voor zijn ontslag.) Perceval raakte ook bevriend met een andere bewoner van Bethlem, de chirurug Arthur Legent Pearce, en gaf een dichtbundel van hem uit. Naast boeken en pamfletten over gestichten, publiceerde Perceval ook een pamflet waarin hij de Armenwet bekritiseerde en werd hij gekozen als lid van Kensington Board of Guardians, een positie die hem toegang gaf tot krankzinnigengestichten. Hij gaf ook lezingen; op 1 mei 1854 richtte hij in de Kings Arms taveerne in de Kensington High Street het woord tot 24 keurige heren en een politieman in burger over de noodzaak tot hervorming van de krankzinnigenwet.
In 1859, na vele jaren verzoekschriften bij het parlement te hebben ingediend, bereikte de Alleged Lunatic's Friend Society uiteindelijk een van zijn belangrijkste doelen, een hoorzitting in het parlement. Perceval gaf op 11 juli 1859 voor een speciaal comité een uiteenzetting over de zorg en behandeling van krankzinnigen. Zijn zwager en neef, Spencer Horatio Walpole, was voorzitter (een van Percevals dochters zou later trouwen met een van de zonen van Walpole). Perceval pleitte voor: een betere bescherming tegen onterechte opsluiting en medische experimenten; waarborgen tegen invasieve behandeling zonder instemming; het afschaffen van privé-gestichten; meer rechten voor de patiënten; meer inspraak van de patiënten in hun eigen behandeling; een beter soort bewakers in de gestichten; vrijheid van briefwisseling voor patiënten; en een grotere inzet van de geestelijkheid in gestichten. Tot teleurstelling van het Genootschap, ging het speciale comité niet over tot een nieuwe wetgeving en in de jaren daarop leek het Genootschap zijn drijfveer te hebben verloren. In een brief aan The Times in 1862 over wantoestanden in krankzinnigengestichten, schrijft Perceval dat het Genootschap steun miste en daardoor in verwarring verkeerde.. Er is daarna niets meer vernomen van het Genootschap. De zaak betreffende de krankzinnigenwet werd overgenomen door de Lunacy Law Reform Association van Louisa Lowe, die dezelfde doelen nastreefde als de Alleged Lunatic's Friend Society. Een brief aan William Gladstone in 1868 over Ierland lijkt het laatste teken te zijn van Perceval.. Hij stierf in 1876 in het Munster House-gesticht, op de leeftijd van 73 jaar en werd begraven op het kerkhof van Kensal Green.

## Nalatenschap
Perceval werd herontdekt toen de antropoloog Gregory Bateson in 1962 een bewerkte versie uitgaf van de twee delen van de Narrative, onder de titel Perceval's narrative: a patiënt's account of his psychosis 1830-32. Dit werd gevolgd door een artikel van de psychiaters Richard Hunter en Ida Macalpine, dat zich concentreerde op het activisme van Perceval en hem beschreef als iemand die “in de psychiatrie in een cruciale periode een belangrijke rol speelde, door zijn onbevreesde en oprechte onthulling van zowel zijn eigen, als wat hij zag als de tekortkomingen van zijn tijd” en wiens werk “profetisch was in zijn vooruitziende blik van de huidige ontwikkelingen in het beleid op het terrein van de geestelijke gezondheidszorg." Het heeft dan wel tientallen jaren geduurd – misschien meer dan een eeuw – maar veel van de veranderingen waarvoor Perceval 150 jaar geleden het speciale comité als getuige opriep, zijn uiteindelijk wettelijk geregeld. Percevals Narrative dient nog steeds bestudeerd te worden door mensen die belangstelling hebben voor wat het onthult over de psychose en genezing daarvan; zijn activisme is inspirerend geweest voor de beweging van ex-patiënten.